# Miltons Geheimnis
Miltons Geheimnis (Originaltitel: Milton’s Secret) ist ein Bilderbuch von Eckhart Tolle und Robert  S. Friedman mit Illustrationen von Frank Riccio aus dem Jahr 2008.
Die Geschichte handelt von Milton, einem Jungen im Grundschulalter, der sich mit Sorgen und Angstzuständen auseinandersetzt. Durch Gespräche mit seinem Großvater wird er an das Prinzip herangeführt, sich auf den gegenwärtigen Moment zu konzentrieren. Das Buch basiert auf Grundgedanken aus Tolles Lehre zur Achtsamkeit im „Jetzt“ und überträgt sie in eine kindgerechte Erzählform.
Robert S. Friedman war Mitbegründer des Verlags Hampton Roads Publishing und als Herausgeber an mehreren spirituellen Buchprojekten beteiligt.
Frank Riccios Illustrationen begleiten den Text auf 40 Seiten in der Hardcover-Ausgabe, die formattypisch 28,3 ×  20,5 cm misst und für Kinder ab sieben Jahren vorgesehen ist.

## Inhalt
Die offizielle Website von Eckhart Tolle beschrieb das Buch folgendermaßen:
„Die bezaubernde Geschichte von Milton, einem klugen, fröhlichen Jungen, der lernt, seine Angst vor Mobbern und anderen Dingen, die Kindern manchmal Angst machen, zu überwinden. Kinder verfolgen Miltons Abenteuer, während er lernt, seine früheren Ängste nicht mehr in die Zukunft zu projizieren – und einfach und glücklich im Moment zu leben.“
Es spreche die Leser der anderen Bücher Tolles an sowie Eltern, die ihren Kindern dabei helfen wollen, „typische Kindheitsängste“ zu überwinden.

## Rezeption
Die Originalausgabe erschien im November 2008 unter dem Titel Milton’s Secret bei Hampton Roads Publishing (USA) und Namaste Publishing (Kanada). Die deutsche Übersetzung wurde erstmals 2009 bei Kamphausen Media veröffentlicht; die aktuelle 2. Auflage erschien am 7. Februar 2024 im Arkana Verlag (Penguin Random House Deutschland).
2016 wurde das Buch unter dem Originaltitel Milton’s Secret als kanadischer Spielfilm verfilmt. Die Regie führte Barnet Bain; in Hauptrollen sind Donald Sutherland, Michelle Rodríguez und Mia Kirshner zu sehen. Die Handlung wurde um Themen wie familiäre Konflikte erweitert. Die Premiere fand am 30. September 2016 beim Vancouver International Film Festival statt.